# Jennifer Maestre
Jennifer Maestre (Johannesburgo, 1959) es una escultora sudafricana residente en Massachusetts, conocida internacionalmente por sus esculturas de lápices.····
Se graduó en el Wellesley College y obtuvo una licenciatura en Bella Artes (BFA) del Massachusetts College of Art.
Gran parte de su inspiración para las formas y texturas de sus obras proviene de las del erizo de mar. Para realizar las esculturas de lápices, Jennifer hace uso de una variedad de lápices, aguja y costura. Toma cientos de lápices, los corta en pequeñas secciones de 1 pulgada, taladra un agujero en cada sección, los afila y los cose juntos.